# Otto Siegfried Tarnow
Otto Siegfried Tarnow, auch Otto-Siegfried Tarnow (* 9. September 1893 in Bromberg; † 19. April 1963 in Wilhelmshaven) war ein deutscher Admiralarzt der Kriegsmarine.

## Leben
Otto Siegfried Tarnow studierte in Berlin Medizin und war seit 1912 Mitglied der Berliner Burschenschaft Germania. Er wurde 1920 in Berlin mit dem Thema Digitalispraeparate promoviert.
Am 1. Oktober 1925 zum Marine-Stabsarzt befördert, war er 1931 als Standortarzt in der Marinemedizinalabteilung (G) der Marineleitung in Berlin.
Von Februar 1934 bis August 1939 war er Leitender Arzt am Marinelazarett Kiel-Wik. Anschließend war er bis Jahresende Chefarzt auf dem Lazarettschiff Robert Ley. Am 1. Januar 1940 zum Flottenarzt befördert, wurde er im gleichen Jahr Chefarzt des neu eingerichtete Marinelazarett Sanderbusch. Im Februar 1943 wechselte er in gleicher Position an das Marinelazarett Simferopol. Von September 1943 bis März 1944 war er Leitender Sanitätsoffizier im Stab des Admirals Schwarzes Meer. Am 1. März 1944 wurde er zum Admiralarzt befördert. Ab Ende März 1944 war er als Nachfolger von Fritz Nadler Leitender Sanitätsoffizier im Stab des Marinegruppenkommandos West und ab 1. Januar 1945, ebenfalls als Nachfolger von Fritz Nadler, bis Kriegsende Stationsarzt und Chef des Sanitätsamtes bei der Marinestation der Nordsee in Wilhelmshaven.
Am 28. Mai 1924 heiratete er in Potsdam Johanna Kühnemann (* 1902). Aus der Ehe gingen zwei Kinder hervor und die Ehe wurde am 1. November 1937 geschieden.
Ab 4. Januar 1938 war er mit Brigitte, geb. Wichmann, verheiratet. Aus dieser zweiten Ehe ging ein Kind, Jörg Tarnow, hervor.

## Werke (Auswahl)
- Über Angina Plaut-Vincent mit besonderer Berücksichtigung des Blutbefundes. In: Med. Klinik. 34, Berlin, 1921.